# Sannazzaro
I Sannazzaro furono un'antica famiglia dell'Italia Settentrionale, localizzata particolarmente a Pavia e nel Monferrato, fiorente specialmente tra il XII e il XIV secolo.
Ebbero un notevole potere politico nella città di Pavia, essendo tra le principali casate sia di parte guelfa sia di parte ghibellina, essendo fedeli sostenitori della parte imperiale. Inoltre ebbe ampi feudi nel territorio circostante, soprattutto nelle province di Pavia e Alessandria.

## Storia

### Origini

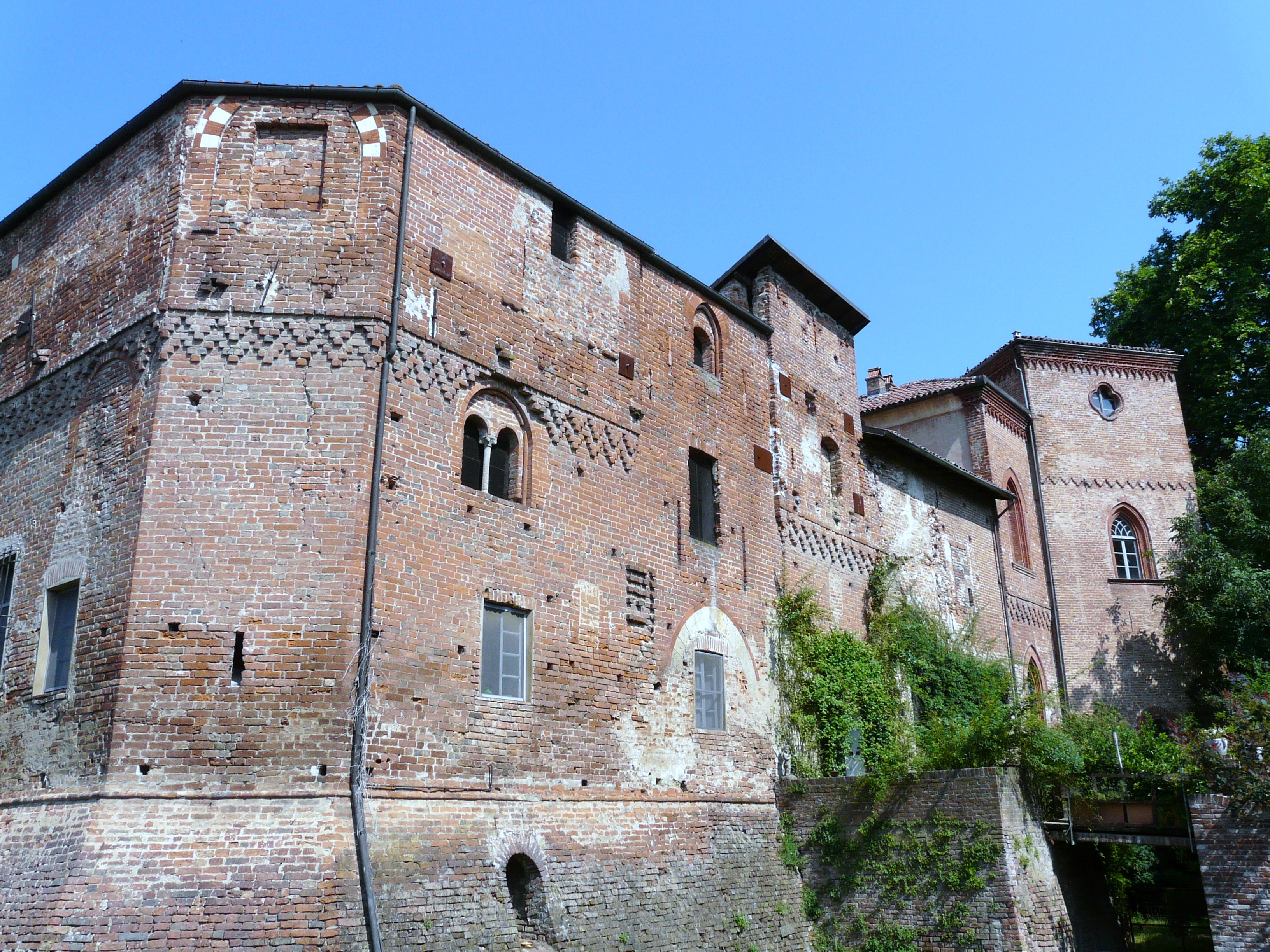
Il Castello di Giarole che i Sannazzaro costruirono nel 1163 grazie ai privilegi concesso loro da Federico Barbarossa.

L'origine del nome (de Sancto Nazario) proviene quasi certamente da Sannazzaro de' Burgondi, nella bassa Lomellina, non lontano dal Po, oltre il quale, in prossimità di Valenza, si trovano i più antichi feudi noti della famiglia. Fin dal 1162 era infatti signoria dei Sannazzaro il feudo di Lazzarone, attuale Villabella in comune di Valenza. Nel 1163 ottennero da Federico I la conferma dei loro privilegi, benché il documento non specifichi su quali terre essi si estendessero. È probabile comunque che si trovassero appunto nella bassa Lomellina e intorno a Valenza. Utilizzando il diritto di costruire castelli ove volessero nei loro territori, eressero il castello di Giarole, anch'esso presso Valenza, che tuttora appartiene a questa casata. Essa era allora rappresentata dai fratelli Guidone, Bergonzo, Assalito e Raniero Sannazzaro. 

### Ascesa
Pochi anni dopo, i domini della famiglia Sannazzaro furono sottomessi per decreto imperiale alla superiore giurisdizione di Pavia e, in minor misura, a quella del Marchese del Monferrato. Questo permise a una linea della famiglia, discesa probabilmente da Assalito, di insediarsi in Pavia, partecipando attivamente alla politica di quel comune ed estendendo grandemente i propri domini nell'Oltrepò Pavese. Dante nel Convivio ricorda come i Sannazzaro fossero ritenuti nobilissimi in Pavia, godendo di lustro e rispettabilità. Tra il XII e il XIV ebbero numerosissimi Podestà di città del nord Italia, quali Bergamo, Cremona, Piacenza, Casale Monferrato, Vercelli, oltre a vescovi nelle sedi episcopali di Pavia ed Ivrea.
Alla fine del XIV secolo, allorché ricevettero un'ulteriore conferma imperiale dei loro privilegi, risultavano già divisi in molti rami.

### Ramificazioni
Delle molte ramificazioni della famiglia, importantissimo risulta quello che vantava possedimenti presso Broni, nell'Oltrepò, e nello specifico la signoria della valle Scuropasso, con sede a Cigognola (da cui era controllabile il castello di Castana) ed a Pietra. A questo ramo appartenne il podestà di Pavia Guglielmo Sannazzaro, importante figura nelle lotte politiche della città. 
Un altro importante gruppo dei Sannazzaro si trovava nell'Oltrepò occidentale, a sud di Voghera, ove vi erano alcune linee che avevano sede a Retorbido, nella sua attuale frazione Murisasco, a Rivanazzano e nella sua frazione Nazzano, e a Pozzol Groppo appena oltre il confine della provincia di Alessandria. Altre linee, dette semplicemente de Sancto Nazario, si trovavano probabilmente a Sannazzaro de' Burgondi, e in luoghi vicini. Altre linee ancora si erano poi insediate verso Alessandria, a Pietra Marazzi, Ozzano Monferrato e Giarole.
I Sannazzaro pavesi, prevalentemente di parte guelfa, subirono l'ostilità di diverse casate ghibelline, specie dei Beccaria, che riuscirono con l'inganno, sotto Filippo Maria Visconti, a farli bandire sottraendo loro tutti i feudi. La casata decadde, senza però estinguersi del tutto.
Migliore fu la sorte dei Sannazzaro del Monferrato, divenuti cittadini di Casale, in particolare il ramo di Giarole, tuttora esistente. Di questo ramo fece parte il conte Filippo di Sannazzaro di Giarole, generale d'artiglieria dell'esercito sardo, governatore di Cuneo, Mondovì e Demonte, nominato nel 1737 cavaliere dell'Ordine dell'Annunziata de re Carlo Emanuele III di Savoia. Portano ancora oggi il titolo di conti di Giarole, signori di Valmacca e Lazzarone.
Un ultimo ramo emigrò nel napoletano; da questo discese il celebre poeta Jacopo Sannazaro.